# Felipe Solá

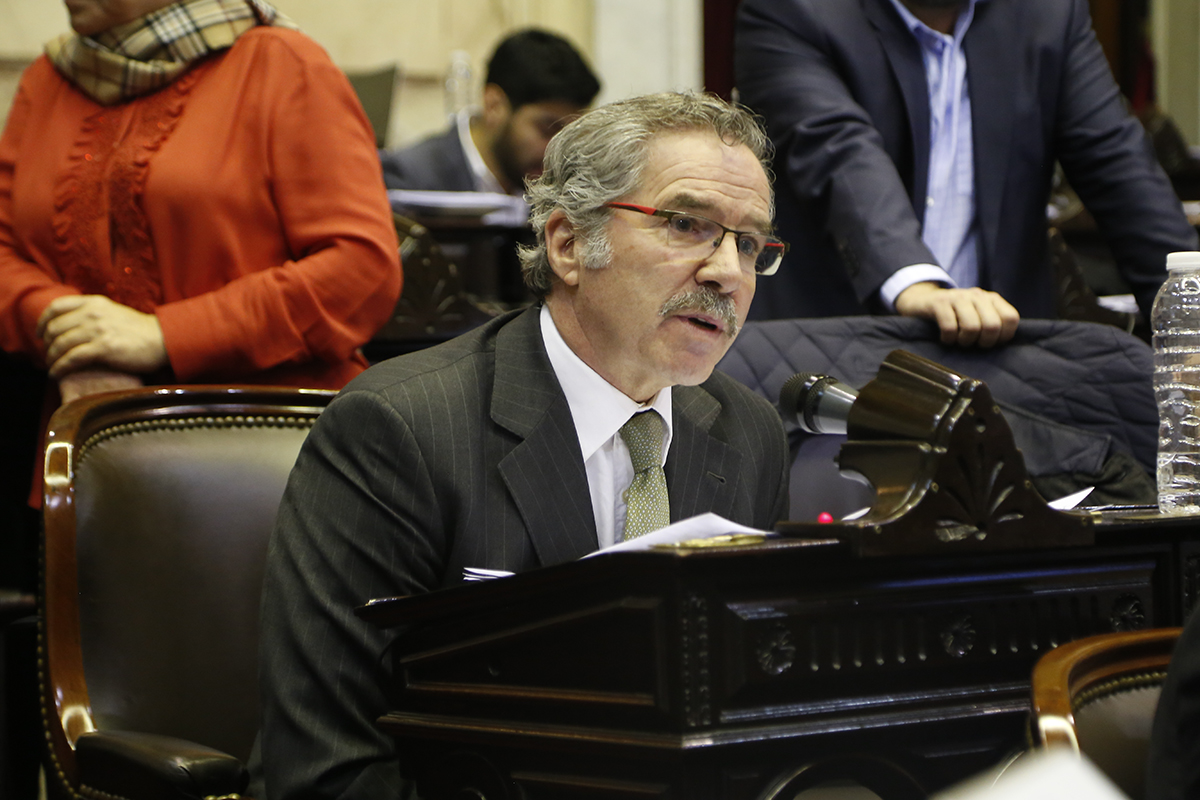
Felipe Solá

Felipe Solá (Buenos Aires, 23 de julho de 1950) é um político argentino. Foi governador da província de Buenos Aires entre 2002 e 2007. Foi designado pelo presidente Alberto Fernández como Ministro de Relações Exteriores da Argentina, vai assumir o 10 de dezembro de 2019. 
Também foi deputado pela mesma província em tres ocasiões (1991-1993, 2007-2009, 2009-2019). É graduado em Agricultura na Universidade de Buenos Aires. 